# Natasha Gregson Wagner
Natasha Gregson Wagner (ur. 29 września 1970 w Los Angeles) – amerykańska aktorka, laureatka nagrody Golden Apple (2001).

## Życiorys
Córka trzykrotnie nominowanej do Nagrody Akademii Filmowej aktorki Natalie Wood i siostrzenica Lany Wood. Po tragicznej śmierci matki w 1981 zamieszkała z ojczymem – nominowanym do Złotego Globu aktorem Robertem Wagnerem. Jej macochą została Jill St. John, która poślubiła Roberta Wagnera w 1990.
Natasha Gregson kształciła się w Emerson College, jednak nie ukończyła tej szkoły.

## Życie prywatne
W 2003 poślubiła filmowca D.V. DeVincentisa.

## Wybrana filmografia
- 1992: Buffy, postrach wampirów
- 1996: Zagniewani młodociani jako Julie Rubels
- 1997: Zagubiona autostrada
- 1998: Ulice strachu
- 1999: Kumpel do bicia
- 1999: Lepiej niż w książce
- 2000: Przeboje i podboje
- 2005–2007: 4400 jako April Skouris,
- 2005: Medium
- 2006: Ostry dyżur
- 2008: Skip Tracer